# Женский бюст (скульптура Лаураны)
«Женский бюст», или «Идеальный портрет Лауры» (?) (нем. Weibliche Büste, Idealporträt der Laura (?)), — скульптурный портрет работы итальянского скульптора Франческо Лаураны (1430—1502). Создан около 1490 года. Хранится в Кунсткамере в Музее истории искусств, Вена.
Художник-передвижник Франческо Лаурана, родом из Далмации, распространял идеалы Ренессанса во время своих путешествий по Южной Италии и Южной Франции. В центре его художественного творчества находится группа женских бюстов, о которых почти ничего неизвестно. Поскольку работы настолько похожи одна на одну в загадочном выражении лица и воплощают стилизацию идеала красоты, их трудно связать с реальными историческими лицами. Бюсты сейчас хранятся в различных музеях мира.
Экземпляр, который хранится в Вене, сохранился лучше других, поскольку на нём в основном сохранилась первоначальная окраска с вылепленными из воска нежными красными бутонами в золотой сетке для волос. На лбу у женщины раньше находился настоящий драгоценный камень.
Существуют предположения, что этот женский бюст является портретом Элеоноры или Изабеллы Арагонской или, вероятно, Ипполиты Марии Сфорца.